# Флаг Ашанти
Флаг Ашанти — один из государственных символов области Ашанти. Принят 1 января 1935 года.

## История
Символом единства народа ашанти является Золотой Трон, в котором, как полагают, содержится их сунсум (душа). По легенде, Золотой Трон спустился с небес в белом облаке и приземлился на колени первого Ашантихене (императора Ашанти) Осея Туту I в конце 1600-х годов. Впоследствии Золотой Трон был представлен на созданном императором Ашанти Премпе II флаге во время принятия присяги во дворце Манхия после возвращения титула Ашантихене 1 января 1935 года и восстановления монархии. Флаг не служил официальным символом королевской колонии Ашанти.

## Описание и символика
Флаг Ашанти состоит из трёх горизонтальных полос золотого, чёрного и зелёного цветов, разделённых между собой двумя белыми горизонтальными полосами. На чёрной полосе находится изображение Золотого Трона. Цвета имеют следующее значение:
- Золотой цвет символизирует минеральные богатства региона.
- Чёрный цвет символизирует африканское население региона.
- Зелёный цвет символизирует тропические леса региона.
- Белый цвет символизирует мир.

Золотой Трон символизирует королевскую власть королей Ашанти, а также единение народа ашанти. 